# Pavilhão da Luz Nº 1
O Pavilhão da Luz Nº 1 é a principal arena do clube desportivo português Sport Lisboa e Benfica. Possui 2.400 lugares e é usado pelos departamentos de futsal, basquetebol e hóquei em patins do clube. Atualmente é patrocinado por uma companhia de seguros portuguesa Fidelidade, daí o nome Pavilhão Fidelidade. Anteriormente, o pavilhão foi patrocinado por outras duas empresas de seguros: Açoreana Seguros e Império Bonança. Este pavilhão tem quatro bancadas, enquanto o Pavilhão Nº 2 tem apenas duas.